# Tralleszi Phlegon
Tralleszi Phlegon (ógörögül: Φλέγων ὁ Τραλλιανός, latinul: Publius Aelius Phlegon), (működött a Kr. u. 2. században) ókori görög történetíró, paradoxográfus. Művei nagyrészt elvesztek, csak kisebb írások és töredékek tanúskodnak munkásságáról.

## Élete
Phlegon életéről keveset tudni, a fennmaradt adatok nagy része is csak az igen késői, 10. századi bizánci görög Szuda-lexikonból ismeretes. A Szuda szerint Phlegon a káriai Tralleszból vagy Tralleiszből (a mai törökországi Aydınból) származott, és Hadrianus római császár (ur.: 117–138) felszabadított rabszolgája volt, és több irodalmi művet hagyott hátra (lásd alább). A késő ókori életrajzgyűjtemény, a Historia Augusta szerint műveit valójában Hadrianus írta, de a császár kérésére mégis az irodalmilag képzett Phlegon nevén jelentek meg. Feltehetően ő vezette Hadrianus itineráriumát, és saját műveiben fel is használta az azóta elveszett itinerárium adatait.

## Művei
Írt (1) egy történeti művet az olimpiákról 16 könyvben az olimpiák kezdetétől a 229. olimpiáig (Kr. u. 137–140). Ugyanezt a témakört feldolgozta (2) egy kisebb, nyolc könyvből álló műben. Más művei (3) Szicília leírása, (4) A hosszú életűekről és a csodákról, (5) Róma ünnepeiről (3 könyvben), (6) Róma helyszínei és azok nevei, és (7) Kivonat az olympiai győztesek listájából (2 könyv) címeken voltak ismeretesek a Szuda írója előtt, de a maga a Szuda név nélkül utal a fentieken kívül egyéb Phlegon-művekre is. Az ugyancsak jóval Phlegon kora után élt bizánci Phótiosz konstantinápolyi pátriárka (†893) Bibliothecájában az olimpiai győztesekről készült mű mellett egy további (8) alkotást is megnevez: A történelmi feljegyzések gyűjteményét. Stílusát silánynak tartja, adatfeldolgozását szélsőségesen aprólékosnak, részletezőnek minősíti. A Historia Augusta szerint neki tulajdonított (9) Hadrianus-életrajz a tudósok véleménye szerint nem az ő műve. Művei közül a paradoxográfiai jellegű A hosszú életűekről és a csodákról című maradt meg, illetve részletek a 16 könyvnyi olimpia-történetből. Ez utóbbiak azért is értékesek, mert a szibüllai jóslatokból tartalmaznak pár töredéket.

## Phlegon és az Újszövetség
Phlegonnak az olimpiákról írott művének a 13. könyve nem maradt fenn napjainkra, de több késő ókori és középkori bizánci egyházatya és teológus hivatkozik saját műveiben a könyv egy adatára, így Órigenész (†254), Kaiszareiai Euszebiosz (†339), Szent Jeromos (†420), Ióannész Philoponosz (†570 k.), és Geórgiosz Szünkellosz (†810). A szerzők egy része nem közvetlenül Phlegont olvasta, hanem az őt 100 évvel később ismertető, de azóta ugyancsak elveszett Julius Africanus (†240) könyveit. Phlegon – akárcsak a samariai Thallosz – szerintük beszámolt egy hirtelen bekövetkező sötétségről, amely véleménye szerint egy napfogyatkozás volt. Az Africanusra támaszkodó Phlegon-verziók szerint a napfogyatkozás egybeesett egy teljes holdfogyatkozással, és három órán át tartott. A Philoponosz-féle Phlegon-részlet egy, a napfogyatkozással egyidőben történő földrengésről is tudósít. Mindezen adatok azért képeztek komoly érdeklődést a keresztény egyházatyák körében, mert az események idejét Phlegon a 202. olympia negyedik (máshol második) évére, és Tiberius római császár uralkodásának 18. évére tette, azaz Kr. u. 32–33-ra. Ez az időpont viszont a keresztény egyháztudósok szerint Jézus halálának idejével esett egybe, és az evangéliumokban jelzett sötétséggel hozták kapcsolatba, melyek idején Euszebiosz egy más adata szerint Bithünia területén földrengés is volt. Fontos kiemelni, hogy a töredékek szerint Phlegon maga nem ismerte Jézust. A csodálatos napfogyatkozásról különben Tertullianus (†225 k.) védőiratában ezt mondja: „E világesemény hírét ott őrzitek az állami levéltárban.’’ (Apologetica c. 21.)

## Művei magyarul
- Kísértethistóriák és egyéb csodák. Phlegón Csodálatos történetei (ford. Pataricza Dóra), Gondolat, Budapest, 2011 (Electa), ISBN 978 963 693 234 3, 200 p → a kutatás ismertetése